# Ekvipartitionsprincipen
Ekvipartitionsprincipen är en allmän ekvation inom klassisk termodynamik som beskriver sambandet mellan temperaturen hos ett system och dess genomsnittliga kinetiska energi. Enligt principen gäller att varje frihetsgrad inom kinetiska gasteorin bidrar till en molekyls kinetiska energi med
{\displaystyle E={\frac {k_{B}T}{2}}}
d.v.s. halva Boltzmanns konstant ({\displaystyle k_{B}=1,38\cdot 10^{-23}} J/K) multiplicerat med absolut temperatur T (d.v.s. i kelvin).
Detta innebär att varje frihetsgrad bidrar med {\displaystyle k_{B}/2} till värmekapaciteten.
Antalet frihetsgrader {\displaystyle f} räknar antalet sätt som rörelseenergin kan finnas som.
Den totala energin för f antal frihetsgrader kan därmed skrivas
{\displaystyle E=f{\frac {k_{B}T}{2}}}
Namnet ”ekvipartition” betyder ”lika fördelning” och syftar på idén att den totala rörelseenergin i ett system fördelas lika mellan alla dess oberoende delar, i genomsnitt, när systemet har nått termisk jämvikt.
Frihetsgrader kan åsyfta de möjliga rörelserna i rummet, men även möjliga rörelser mellan atomer så som rotationer och vibrationer.
En fritt rörlig molekyl kan röra sig i tre möjliga riktningar. Den sägs då ha tre frihetsgrader. Denna typ av frihetsgrader kallas translationsfrihetsgrader.
Utöver translationsrörelser tillkommer även frihetsgrader för möjliga vibrationsrörlser och rotationsrörelser inom melekylerna.
Sambandet relateras till värmekapaciteten, om energin skrivs som {\displaystyle Q=C_{V}T}, så är värmekapaciteten (vid konstant volym)
{\displaystyle C_{V}=fn{\frac {R}{2}}}
Där {\displaystyle R=8,314} J/(K⋅mol) är den allmänna gaskonstanten, som ges av {\displaystyle R=k_{B}N_{A}}, och {\displaystyle n} är substansmängden (antalet mol). Där substansmängden omformulerar antalet partiklar genom Avogadros tal {\displaystyle n=N/N_{a}},.
Viktiga personer som bidragit till principen är James Clerk Maxwell och Ludwig Boltzmann i vad som kallas Maxwell–Boltzmann-statistik.

## Ideala enatomiga gaser
Det enklaste fallet handlar om en ideal enatomig gas, så som ädelgaser. Atomerna kan röra sig i alla tre riktningar, vilket innebär tre frihetsgrader. Enligt ekvipartitionsteoremet kommer energin vara likafördelad mellan alla dessa rörelseriktingar.
Energin ges då av
{\displaystyle E={\frac {3}{2}}k_{B}NT}
där {\displaystyle N} är antalet partiklar.
Värmekapaciteten är då
{\displaystyle C_{V}={\frac {3}{2}}nR}.

## Diatomära och polyatomära gaser
Utöver translationsrörelser så bidrar dessutom interna frihetsgrader med {\displaystyle k_{B}T/2} till energin. Dessa är från vibrationer och rotationer av molekyler inom polyatomära (fleratomiga) gaser.
Många vanligt förekommande gaser är diatomär (tvåatomig) molekyler, så som kvävgas och syrgas i luften. 
En diatomär molekyl färväntas idealt ha sju frihetsgrader. Därmed med tillägg för två frihetsgrader i rotationen, och två frihetsgrad i vibrationer.
Rotationen kan beskrivas i två dimensioner, och vibrationen består av ett bidrag från kinetisk och ett bidrag från potentiell energi.
Det ska därmed alltså ha den termisk energin
{\displaystyle E={\frac {7}{2}}k_{B}NT}.
detta motsvarar en värmekapacitet på
{\displaystyle C_{V}={\frac {7}{2}}nR}.
En struktur bestående av två eller flera atomer har också vibrationsenergi, där de enskilda atomerna rör sig i förhållande till varandra. En tvåatomig molekyl har ett molekylärt vibrationsläge: där de två atomerna oscillerar fram och tillbaka med den kemiska bindningen mellan dem som fungerar som en fjäder.
En molekyl med N-atomer har mer komplicerade vibrationer i molekylen, med 3N - 5 lägen för en linjär molekyl och 3N - 6 lägen för en icke-linjär molekyl.
En linjär molekyl, där alla atomer ligger längs en enda axel, såsom vilken tvåatomig molekyl som helst (och vissa andra molekyler som koldioxid), har två frihetsgrader i rotationen, eftersom den kan rotera runt två olika vinkelräta axlar. 
En olinjär molekyl, där atomerna inte ligger längs en enda axel, som vatten (H2O), har tre frihetsgrader i rotationen, eftersom den kan rotera runt vilken som helst av tre vinkelräta axlarna. 
I speciella fall kan dock vissa stora molekyler vara begränsade till endast en frihetsgrad i rotationen.
En sak som inte förklaras av ekvipartitionsprincipen är dock att frihetgraderna är beorende på temperatur.
Vissa frihetgrader "fryser ute" vid låga temperaturer, och kallas därmed frysta frihetsgrader.
Vid höga temperaturer så finns det motsvarande alla 7 frihetsgrader ({\displaystyle C_{V}=(7/2)R}). 
Vid lägre temperaturer finns dock endast 5 frihetsgrader ({\displaystyle C_{V}=(5/2)R}) och vid ännu lägre temperaturer finns endast 3 frihetsgrader ({\displaystyle C_{V}=(3/2)R}).
Frihetsgrader från rotationer och vibrationer finns bara vid temperaturer över speciella gränser. 
Detta kan förklaras inom kvantmekaniken genom att det krävs energi för att vissa nivåer ska bli tillgängliga.

## Fasta ämnen
Fasta ämnen beskrivs av Dulong–Petits lag ({\displaystyle C_{V}=3nR}) som från början togs fram experimentellt och senare kunde förklaras teoretiskt av Boltzmann genom ekvipartitionsprincipen.
{\displaystyle E={\frac {6}{2}}k_{B}NT}.
detta motsvarar en värmekapacitet på
{\displaystyle C_{V}={\frac {6}{2}}nR}.
Detta kom senare att förklaras teoretiskt av Boltzmann genom ekvipartitionsprincipen med {\displaystyle f=6} frihetsgrader. 
Då med 3 frihetsgrader för rörelser i rummet och 3 frihetsgrader för vibrationer.
Nyare teorier från 1900-talet inom kvantmekanik har dock en annan beskrivning av materialet, då värmeenergin istället beskrivs med Einsteinmodellen eller Debyemodellen.

## Andra tillämpningar
Ekvipartitionsprincipen har även andra tillämpningsområden, till exempel inom astrofysik.